# Петер-Міхаель Кольбе
Петер-Міхаель Кольбе (нім. Peter-Michael Kolbe, 2 серпня 1953 — 8 грудня 2023) — німецький академічний веслувальник.
Срібний призер Олімпійських Ігор 1976, 1984, 1988 років в одиночці.
Чемпіон світу 1975, 1978, 1981, 1983, 1986 років в одиночці, срібний призер 1979, 1987 років в одиночці, бронзовий призер 1974 (розпашні четвірки зі стерновим), 1985 (одиночки) років.
Чемпіон Європи 1973 року в одиночці.